# 1976년
1976년은 목요일로 시작하는 윤년이다.

## 사건
- 4월 1일 - 애플이 창립됨
- 6월 29일 - 세이셸 독립
- 7월 2일 - 남베트남과 북베트남의 적화통일, 베트남 사회주의 공화국 성립.
- 7월 4일 - 우간다에서 테러리스트에게 납치된 프랑스 여객기를 구출하기 위해 이스라엘군이 엔테베 작전을 펼치다.
- 7월 10일 - 이탈리아 세베소에서 화학 물질 유출 사고가 발생함.
- 7월 28일 - 당산 지진 발생
- 8월 18일 - 판문점 도끼 만행 사건 발생함.
- 8월 27일 - 미국 매사추세츠 공과대학교, 최초로 유전자 합성에 성공.
- 9월 3일 - 미국 우주선 바이킹 2호, 화성에 착륙.
- 9월 6일 - 빅토르 벨렌코 망명 사건이 일어나다.
- 9월 10일 - 크로아티아 자그레브 상공에서 영국과 유고슬라비아 국적 여객기가 충돌하여 176명 사망함.
- 9월 21일 - 세이셸, 유엔 가입.
- 10월 6일 - 중화인민공화국의 화궈펑 총리가 장칭·왕훙원·장춘차오·야오원위안 등 사인방 체포를 지시함.
- 10월 9일 - 화궈펑, 중국 공산당 주석에 임명.
- 10월 12일 - 인도항공 171편(Indian Airlines Flight 171)이 비상 착륙 도중 추락, 유명 여배우 라니 찬드라 등 탑승객 95명이 전원 사망하다.
- 12월 1일 - 앙골라, 유엔 가입.
- 12월 15일 - 사모아, 유엔 가입.

## 문화
- 1월 24일 - 주식회사 새마을방송 법인이 설립되었다.
- 4월 17일 - 용인자연농원이 개장하다.
- 6월 1일 - 신용보증기금 설립.
- 7월 4일 - 미국 독립기념일 200주년.
- 7월 17일 - 제21회 몬트리올 올림픽 개막. (~8월 1일)
- 7월 24일 - 대한민국 최초의 로봇 애니메이션 태권V 개봉.
- 8월 1일 - 
  - 양정모가 제21회 몬트리올 올림픽에서 레슬링 자유형 62kg 경기에서 해방 후 최초로 올림픽 금메달을 획득하였다.
  - 대한민국, 김해국제공항 개항.
- 10월 2일 - 대한민국 건설부, 경기도 반월 신도시 건설 발표.
- 11월 1일 - KBS, 여의도 방송 시대 개막.
- 대한민국의 첫 캐릭터 아이미 개발.
- 한국 최초의 유기농단체 정농회 발족.

## 탄생

### 1월
- 1월 1일
  - 대한민국의 배우 고주희.
  - 대한민국의 가수, 웨이크보드 선수 김용일.
  - 대한민국의 축구 선수 김대환.
- 1월 2일 - 스페인의 배우 파스 베가.
- 1월 3일
  - 대한민국의 배우 김태연.
  - 대한민국의 희극인 김효진.
  - 대한민국의 테니스 선수 이형택.
  - 대한민국의 배우 김승훈.
- 1월 5일
  - 일본의 성우 아사누마 신타로.
  - 스페인의 축구 선수 디에고 트리스탄.
  - 칠레의 정치인 요하네스 카이저.
- 1월 6일
  - 대한민국의 쇼트트랙 선수 전이경.
  - 중화인민공화국의 배우 루이.
  - 대한민국의 아나운서 박상준.
  - 미국의 배우, 성우, 뮤지션 조니 용 보시.
- 1월 7일 - 벨라루스의 레슬링 선수 드미트리 데벨카.
- 1월 8일 - 대한민국의 기업인 송병준 (구 게임빌 창업자 출신 컴투스 의장)
- 1월 10일 - 대한민국의 배우 최원영.
- 1월 11일 - 대한민국의 드럼연주가 오천기.
- 1월 12일
  - 대한민국의 배우 문정희.
  - 일본의 배우 나카타니 미키.
  - 카자흐스탄의 가수, 배우 카리나 아브둘리나.
- 1월 13일
  - 대한민국의 성우 서지연.
  - 콜롬비아의 축구 선수 마리오 예페스.
  - 카자흐스탄의 가수 카리나 아브둘리나.
- 1월 15일
  - 대한민국의 배우 현우섭.
  - 대한민국의 성악가 임선혜.
- 1월 16일 - 대한민국의 방송인 장희영.
- 1월 17일
  - 대한민국의 배우 이상훈.
  - 대한민국의 가수, 작사가 H.
- 1월 19일
  - 대한민국의 방송인 김동혁.
  - 대한민국의 배우 현성.
- 1월 20일 - 일본의 성우 리키마루 노리코.
- 1월 21일 - 영국의 가수, 배우 엠마 번튼.
- 1월 25일
  - 대한민국의 전 야구 선수 김성균.
  - 대한민국의 기업인 조원태.
  - 대한민국의 성우 송대선.
  - 스페인의 축구 선수 마누엘 파블로.
- 1월 26일 - 대한민국의 의사 임연정.
- 1월 27일
  - 대한민국의 래퍼 조PD.
  - 대한민국의 축구 선수 안정환.
  - 대만의 가수, 배우 린신루.
  - 대한민국의 전 아나운서 박소현.
  - 대한민국의 배우 김주일.
- 1월 28일 - 대한민국의 아나운서 차미연.
- 1월 29일 - 대한민국의 희극인 조지훈.
- 1월 31일 - 대한민국의 가수 추승엽.

### 2월
- 2월 2일
  - 대한민국의 가수 오창훈 (원투). (~2023년)
  - 대한민국의 배우 최대성.
  - 대한민국의 축구 선수 황인선.
- 2월 3일
  - 대한민국 야구 선수 김동주.
  - 오스트레일리아의 배우 아일라 피셔.
- 2월 4일
  - 대한민국의 배우 신현승.
  - 대한민국의 씨름 선수, 킥복싱 선수 김영현.
- 2월 5일
  - 대한민국의 배우 사현진.
  - 오스트레일리아의 축구 선수 존 알로이지.
  - 태국의 배우 토니 자.
- 2월 6일
  - 대한민국의 배우 이민영.
  - 인도네시아의 가수, 배우 프랑수아 모어이드.
- 2월 7일 - 대한민국의 성우 김은아.
- 2월 8일 - 대한민국의 야구 선수 이호준.
- 2월 9일
  - 대한민국의 가수, 배우, 방송인 홍경민.
  - 대한민국의 아나운서 임정섭.
- 2월 11일 - 대한민국의 배우 유선.
- 2월 12일 - 대한민국의 뮤지컬 배우 백주연.
- 2월 13일 - 대한민국의 배우, 희극인 김종석.
- 2월 14일 - 대한민국의 아나운서 문소리
- 2월 15일
  - 대한민국의 배우 공정환.
  - 독일의 체스 선수 다니엘 프리드만.
- 2월 16일
  - 대한민국의 배우 김유리.
  - 대한민국의 성우 이현주.
  - 미국의 배우, 성우 자넷 바니.
  - 일본의 배우 오다기리 조.
- 2월 17일 - 대한민국의 前 래퍼, 뮤지컬 배우, 방송인 고영욱.
- 2월 19일 - 대한민국의 가수 서지원. (~1996년)
- 2월 20일 - 대한민국의 방송인 이현주.
- 2월 23일
  - 미국의 배우 켈리 맥도널드.
  - 영국의 작곡가 론 밸프.
- 2월 24일
  - 대한민국의 배우 안선영.
  - 미국의 골프 선수 잭 존슨.
  - 일본의 성우 이시이 마코토.
  - 이스라엘의 역사학자 유발 노아 하라리.
- 2월 25일 - 대한민국의 프로듀서 조효진.
- 2월 27일
  - 일본의 성우 타무라 유카리.
  - 일본의 만화가 고게돈보*.
- 2월 28일
  - 노르웨이의 프리스타일 스키 선수 에우둔 그뢴볼.
  - 미국의 모델, 배우 앨리 라터.
  - 일본의 성우 KAORI.
- 2월 29일
  - 미국의 랩퍼, 영화 배우 자 룰.
  - 미국의 야구 선수 테런스 롱.

### 3월
- 3월 1일
  - 대한민국의 가수, 배우 김준희.
  - 대한민국의 야구 선수 주형광.
  - 대한민국의 펜싱 선수, 기업인 고영태.
- 3월 3일
  - 대한민국의 배우 조진웅.
  - 미국의 야구 선수 맷 트레이너.
- 3월 4일 - 이란의 레슬링 선수 알리레자 헤이다리.
- 3월 5일
  - 대한민국의 야구 코치, 전 야구 선수 김승관.
  - 미국의 야구 선수 폴 코너코.
  - 우즈베키스탄의 권투 선수 세르게이 미하일로프.
- 3월 6일
  - 미국의 프로 레슬링 선수 켄 앤더슨.
  - 대한민국의 연극배우 김동철.
- 3월 7일 - 대한민국의 MC 유영기.
- 3월 8일
  - 미국의 배우 프레디 프린즈 주니어.
  - 미국의 미식축구 선수 하인스 워드.
  - 대한민국의 배우 이경화.
- 3월 11일
  - 대한민국의 배우 박준면.
  - 대한민국의 성우 정선혜.
  - 대한민국의 성우 홍희숙.
  - 미국의 방송인 낸시 랭.
- 3월 12일 - 중국의 배우 자오웨이.
- 3월 14일 - 대한민국의 배우 조재룡.
- 3월 15일 - 대한민국의 배우 이민우.
- 3월 16일
  - 대한민국의 배우 이수완.
  - 일본의 성우 노지마 켄지.
  - 미국의 영화 배우, 영화 감독 카일 뉴먼.
- 3월 17일
  - 우루과이 축구 선수 알바로 레코바.
  - 대한민국의 기업인 허민.
  - 미국의 전직 배우, 사진가 신시아 대니얼.
- 3월 19일
  - 대한민국의 배우 강재은.
  - 대한민국의 성우 신용우.
  - 대한민국의 배우 주석태.
  - 미국의 영화 감독 니컬러스 스톨러.
  - 이탈리아의 축구 선수 알레산드로 네스타.
  - 카자흐스탄의 권투 선수 무흐타르한 딜다베코프.
- 3월 20일 - 미국의 록커 체스터 베닝턴 (린킨 파크). (~2017년)
- 3월 21일 - 대한민국의 전 야구 선수 최동진.
- 3월 22일 - 미국의 배우, 영화 제작자 리스 위더스푼.
- 3월 23일
  - 미국의 가수 박정현.
  - 미국의 배우 케리 러셀.
  - 미국의 배우 미셸 모너핸.
  - 도미니카 공화국의 야구 선수 조엘 페랄타.
  - 미국의 전직 뉴욕 타임즈 제이슨 블레어.
- 3월 25일
  - 대한민국의 배우 차태현.
  - 대한민국의 가수 백지영.
- 3월 26일 - 미국의 배우 에이미 스마트.
- 3월 30일 - 일본의 성우 카와스미 아야코.

### 4월
- 4월 1일
  - 대한민국의 배우 유상재.
  - 미국의 성우 트로이 베이커.
  - 네덜란드의 축구 선수 클라렌서 세이도르프.
  - 나이지리아 태생의 영국 배우 니키 아무카버드.
- 4월 2일
  - 일본의 성우 나미카와 다이스케.
  - 미국의 배우, 가수 아론 로어.
- 4월 3일
  - 대한민국의 배우 김보경. (~2021년)
  - 브라질의 축구 선수 이메르송.
- 4월 4일
  - 대한민국의 양궁 선수 장용호.
  - 대한민국의 가수 김현정.
  - 브라질의 축구 선수 이메르송.
- 4월 5일
  - 대한민국의 배우 이주현.
  - 대한민국의 가수 하림.
  - 스페인의 축구 선수 페르난도 모리엔테스.
  - 미국의 배우 스털링 K. 브라운.
  - 맷 블랭크.
- 4월 6일
  - 일본의 작가 오토타케 히로타다.
  - 미국의 배우 캔디스 캐머런.
- 4월 7일 - 대한민국의 배우 이승훈.
- 4월 8일
  - 대한민국의 가수 고유진.
  - 대한민국의 야구 선수 임재철.
- 4월 9일
  - 대한민국의 배구 감독, 前 배구 선수 최태웅.
  - 대한민국의 만화가 임주연.
- 4월 10일
  - 대한민국의 배우 김선영.
  - 요르단의 배우, 프로듀서 사바 무바라크.
- 4월 13일
  - 대한민국의 배우 유지태.
  - 대한민국의 배우 조재룡.
  - 대한민국의 아나운서, 방송인 허은정.
- 4월 14일 - 대한민국의 성우 전영수.
- 4월 15일 - 대한민국의 방송 프로듀서 나영석.
- 4월 16일
  - 대한민국의 아나운서 이소영.
  - 대한민국의 전 핸드볼 선수, 패션모델 최현호.
  - 미국의 배우 루커스 하스.
  - 중화민국의 배우 서기.
- 4월 17일 - 프랑스의 배우, 영화 감독 마이웬.
- 4월 20일
  - 아일랜드의 축구 선수 셰이 기븐.
  - 대한민국의 기타리스트 정우진.
- 4월 22일
  - 대한민국의 정치인 황보승희.
  - 대한민국의 배우 엄기준.
- 4월 23일
  - 대한민국의 배우 손소영.
  - 대한민국의 배우 이채민.
- 4월 24일
  - 아일랜드의 축구 선수 스티브 피넌.
  - 미국의 배우 앤 머호니.
  - 노르웨이의 프리스타일 스키 선수 헤다 베른트센.
- 4월 25일
  - 대한민국의 가수 김종국.
  - 미국의 농구 선수 팀 덩컨.
  - 독일의 레슬링 선수 마이크 불만.
- 4월 26일 - 대한민국의 성우 박신희.
- 4월 27일 - 영국의 배우 샐리 호킨스.
- 4월 29일 - 일본의 성우 카와라기 시호.

### 5월
- 5월 1일 - 대한민국의 군인 이정구.
- 5월 3일
  - 대한민국의 전 야구 선수 황우구.
  - 대한민국의 전 야구 선수 최영완.
- 5월 4일 - 대한민국의 성우 민지.
- 5월 5일
  - 대한민국의 가수 유영.
  - 아르헨티나의 전 축구 선수 후안 파블로 소린.
- 5월 9일 - 대한민국의 배우 유지연.
- 5월 10일 - 대한민국의 시사평론가 고현준.
- 5월 11일
  - 네덜란드의 종합격투기 선수 멜빈 마누프.
  - 대한민국의 연출가 이동윤.
- 5월 12일
  - 대한민국의 배우 오지호.
  - 포르투갈의 축구 선수 브루누 라즈.
- 5월 14일
  - 대한민국의 배우 금광산.
  - 대한민국의 기자 조성현.
  - 잉글랜드의 배우 및 가수 마틴 매커친.
- 5월 15일 - 대한민국의 패션 디자이너 황재근.
- 5월 16일 - 대한민국의 전 축구 선수 이성재.
- 5월 17일
  - 일본의 가수, 배우, 캐스터 이노하라 요시히코.
  - 케냐의 육상 선수 다니엘 코멘.
- 5월 18일 - 대한민국의 전 배우 성우진.
- 5월 19일 - 미국의 농구 선수 케빈 가넷.
- 5월 20일 - 대한민국의 야구 선수 장영균.
- 5월 22일 - 대한민국의 뮤지컬 배우 서진호.
- 5월 25일
  - 아일랜드의 배우 킬리언 머피.
  - 미국의 배우 이선 서플리.
- 5월 27일 - 대한민국의 야구 선수 박정진.
- 5월 28일
  - 대한민국의 기자 이소정.
  - 미국의 성우 리엄 오브라이언.
- 5월 29일
  - 대한민국의 성우 임주현.
  - 일본의 배우 이세야 유스케.
- 5월 31일 - 아일랜드의 배우 콜린 패럴.

### 6월
- 6월 2일 - 브라질의 종합격투기 선수 안토니우 호드리구 노게이라.
- 6월 4일
  - 대한민국의 요리연구가 홍신애.
  - 대한민국의 야구 선수 임창용.
  - 러시아의 정치인 알렉세이 나발니. (~2024년)
- 6월 5일
  - 대한민국의 변호사, 정치인 김용민.
  - 대한민국의 배우 함소원.
- 6월 6일
  - 일본 탑 모델 추성훈의 아내 야노시호.
  - 대한민국의 전 가수 겸 기업인 김부용.
  - 미국의 영화 감독 조너선 놀런.
- 6월 8일 - 일본의 야구 선수 조지마 겐지.
- 6월 9일
  - 대한민국의 가수 세미.
  - 슬로바키아의 사격 선수 에리크 바르가.
- 6월 10일 - 대한민국의 작곡가 김동혁.
- 6월 11일 - 일본의 성우, 싱어송라이터 쿠리바야시 미나미.
- 6월 12일 - 일본의 가수, 기타리스트 오카모토 히토시.
- 6월 14일
  - 대한민국의 배우 박해준.
  - 일본의 성우 미즈시마 타카히로.
- 6월 15일 - 대한민국의 기타연주가 김태진.
- 6월 18일
  - 미국의 컨트리 가수 블레이크 셸턴.
  - 일본의 성우 신가키 타루스케.
- 6월 19일 - 미국의 배우 라이언 허스트.
- 6월 20일 - 베트남의 모델 응우옌투투이. (~2021년)
- 6월 21일 - 오스트레일리아의 전 축구 선수, 축구 감독 레네 아우프하우저.
- 6월 22일 - 일본의 성우 카와하라 요시히사.
- 6월 23일 - 프랑스의 축구 감독, 전 축구 선수 파트리크 비에라.
- 6월 26일
  - 대한민국의 축구 선수 최거룩.
  - 대한민국의 기자 김세의.
  - 우크라이나의 정치인, 기업인 알렉산드르 자하르첸코.
- 6월 28일
  - 대한민국의 배우 김정현.
  - 미국의 스노보드 선수 세스 웨스콧.
  - 사우디아라비아의 축구 선수 나와프 알 테미아트.
- 6월 29일 - 일본의 배우 이가와 하루카.
- 6월 30일 - 대한민국의 축구 선수 김영철.

### 7월
- 7월 1일
  - 대한민국의 성우 곽윤상.
  - 네덜란드의 축구 선수 뤼트 판 니스텔로이.
  - 네덜란드의 전 축구 선수 파트릭 클라위버르트.
- 7월 4일 - 대한민국의 가수 김정은.
- 7월 5일
  - 대한민국의 아나운서 백승주.
  - 포르투갈의 축구 선수 누누 고메스.
  - 미국/캐나다의 배우 제이미 엘먼.
- 7월 6일 - 잉글랜드의 축구 선수 로리 델랍.
- 7월 7일
  - 프랑스의 배우 베레니스 베조.
  - 대한민국의 배우 고은미.
- 7월 8일
  - 대한민국의 농구 선수 조상현.
  - 러시아의 권투 선수 세르게이 카자코프.
- 7월 10일
  - 프랑스의 축구 선수 뤼도비크 지울리.
  - 브라질의 축구 선수 에드미우송 고메스.
- 7월 12일 - 미국의 배우 미셸 로드리게스.
- 7월 13일
  - 핀란드의 사격 선수 마르코 켐파이넨.
  - 일본의 전 축구 선수 모리타 고헤이.
- 7월 15일 - 독일의 배우 디아네 크루거.
- 7월 16일 - 일본의 모델, 아이돌 츠카모토 마리코.
- 7월 17일
  - 스웨덴의 축구 선수 안데르스 스벤손.
  - 미국의 컨트리 가수 루크 브라이언.
  - 스페인의 축구 선수 마르코스 세나.
  - 보스니아의 배우 미라이 그르비치.
- 7월 18일 - 대한민국의 배우 고수희.
- 7월 19일
  - 영국의 배우 베네딕트 컴버배치.
  - 대한민국의 배우 안연홍.
  - 스웨덴의 DJ 에릭 프리즈.
- 7월 20일 - 일본의 범죄자, 피해자 이소가이 리에.
- 7월 21일
  - 이란의 축구 선수 바히드 하셰미안.
  - 대한민국의 배우 강성연.
  - 대한민국의 배우 정지순.
- 7월 24일
  - 대한민국의 배우 김민준.
  - 대한민국의 아나운서 정석문.
- 7월 27일
  - 미국의 배우 라이언 미셸 배세이.
  - 영국의 연구자 데미스 허사비스.
- 7월 29일 - 대한민국의 범죄자 엄인숙.
- 7월 30일
  - 대한민국의 배우 김용운.
  - 대한민국의 국어 강사 오지훈.
- 7월 31일
  - 코스타리카의 전 축구 선수 파울로 완초페.
  - 미국의 성우 멜라 리.

### 8월
- 8월 1일
  - 대한민국의 전 배우 김남진.
  - 나이지리아의 축구 선수 느왕쿼 카누.
- 8월 2일
  - 오스트레일리아의 배우 샘 워딩턴.
  - 일본의 축구 선수 와카마쓰 다이키.
- 8월 4일
  - 일본의 성우 나바타메 히토미.
  - 일본의 전 야구 선수 후쿠모리 가즈오.
  - 대한민국의 법조인 정진아.
- 8월 5일 - 대한민국의 배우 권상우.
- 8월 8일
  - 대한민국의 성우 최한.
  - 대한민국의 무술 겸 배우 김태환.
  - 일본의 전 프로 축구 선수 다카하시 나오키.
- 8월 9일
  - 프랑스의 배우 오드레 토투.
  - 대한민국의 작곡가, 프로듀서 조영수.
- 8월 10일 - 대한민국의 배우 전혜진.
- 8월 11일
  - 슬로바키아의 아이스하키 선수 류보미르 비슈뇨우스키.
  - 콜롬비아의 축구 선수 이반 코르도바.
  - 프랑스의 전 프로 축구 선수 니콜라 지예.
- 8월 12일
  - 대한민국의 바둑 기사 김성룡.
  - 덴마크의 가수 리나 라픈.
- 8월 14일 - 대한민국의 성우 장은숙.
- 8월 15일
  - 대한민국의 셰프 오세득.
  - 네덜란드의 축구 선수 바우더베인 젠던.
- 8월 17일 - 중화인민공화국의 영화 감독 청얼.
- 8월 18일 - 대한민국의 아나운서 이상호.
- 8월 19일 - 그리스의 레슬링 선수 아미란 카르다노프.
- 8월 20일 - 대한민국의 배우 곽자형.
- 8월 21일
  - 대한민국의 배우 박선영.
  - 대한민국의 전 배우 최유정.
- 8월 22일 - 대한민국의 전 야구 선수 서성민.
- 8월 23일 - 대한민국의 전 야구 선수 이승호.
- 8월 25일
  - 스웨덴의 배우 알렉산데르 스카르스고르드.
  - 미국의 야구 선수 페드로 펠리시아노. (~2021년)
- 8월 26일 - 스페인의 가수 아마이아 몬테이로.
- 8월 27일 - 일본의 축구 선수 도미나가 히데아키.
- 8월 28일
  - 대한민국의 희극인 서남용.
  - 대한민국의 배우, 쇼핑호스트 박준희.
- 8월 29일 - 덴마크의 축구 선수 욘 달 토마손.
- 8월 30일 - 대한민국의 가수 정홍일.
- 8월 31일
  - 대한민국의 아나운서 박재홍.
  - 프랑스의 배우 소피 캥통.

### 9월
- 9월 1일 - 일본의 전 축구 선수 후쿠니시 다카시.
- 9월 3일
  - 대한민국의 전 태권도 선수, 정치인 문대성.
  - 가나의 축구 선수 새뮤얼 쿠포르.
- 9월 4일 - 일본의 성우 후쿠시마 준.
- 9월 5일 - 네덜란드의 배우 카리서 판 하우턴.
- 9월 6일
  - 대한민국의 MC, 모델 현영.
  - 대한민국의 연예기획자, 농구 감독 이형주.
  - 대한민국의 법조인 정승연.
  - 영국의 배우 나오미 해리스.
  - 일본의 야구 선수 마이클 나카무라.
- 9월 7일 - 대한민국의 아나운서 박은경.
- 9월 9일
  - 대한민국의 배우 정상훈.
  - 일본의 성우, 배우 마츠카제 마사야.
  - 러시아의 배우, 가수 폴리나 아구레예바.
- 9월 10일
  - 브라질의 테니스 선수 구스타부 키르텡.
  - 미국의 프로레슬링 선수 맷 모건
- 9월 11일 - 대한민국의 기자, 유튜버 김용호. (~2023년)
- 9월 12일 - 대한민국의 배우 정명현. (~2011년)
- 9월 13일 - 대한민국의 요리사 정호영.
- 9월 15일 - 대한민국의 배우 김준원.
- 9월 16일
  - 대한민국의 쇼트트랙 선수 김소희.
  - 대한민국의 전 농구 선수 강혁.
- 9월 18일 - 브라질의 축구 선수 호나우두.
- 9월 19일 - 대한민국의 배우 김수정.
- 9월 20일
  - 일본의 성우 겸 가수 호리에 유이.
  - 미국의 영화 감독, 각본가 라이언 플렉.
- 9월 21일 - 덴마크의 가수 요나스 비예어.
- 9월 23일 - 일본의 소설가, 수필가 미우라 시온.
- 9월 24일 - 미국의 전 프로레슬링 선수 스테퍼니 맥마흔.
- 9월 26일
  - 대한민국의 성우 박찬희.
  - 독일의 전 축구 선수 미하엘 발라크.
- 9월 27일
  - 이탈리아의 축구 선수 프란체스코 토티.
  - 미국의 비디오 게임 개발자 맷 하딩.
- 9월 28일 - 러시아의 종합격투기 선수 표도르 예멜리아넨코.
- 9월 29일 - 우크라이나의 축구 선수 안드리 셰우첸코.

### 10월
- 10월 1일
  - 대한민국의 정치인 정희용.
  - 이라크 이슬람 국가의 지도자 아부 이브라힘 알하셰미 알쿠라이시. (~2022년)
- 10월 2일
  - 대한민국의 전직 축구 선수, 축구 지도자 김세인.
  - 미국의 가수 맨디사. (~2024년)
- 10월 3일 - 대한민국의 손해사정사 장용석.
- 10월 4일
  - 이탈리아의 축구 선수 마우로 카모라네시.
  - 미국의 배우 얼리샤 실버스톤.
- 10월 5일
  - 대한민국의 배우 송승헌.
  - 대한민국의 배우 송종호.
  - 대한민국의 작가 이명애.
  - 대한민국의 가수 마일드 비츠.
  - 러시아의 정치인, 군인 람잔 카디로프.
- 10월 6일
  - 대한민국의 배우 김윤경.
  - 대한민국의 전 아나운서 조우종.
  - 대한민국의 희극인 양희성.
  - 베네수엘라의 야구 선수 프레디 가르시아.
  - 중화민국의 배우 쉬시위안. (~2025년)
- 10월 7일 - 브라질의 축구 선수 지우베르투 시우바.
- 10월 9일 - 대한민국의 인권운동가 임태훈.
- 10월 11일
  - 미국의 배우 에밀리 데이셔넬.
  - 대한민국의 야구 선수 이승엽.
- 10월 14일 - 타이완의 배우, 가수 장첸.
- 10월 15일 - 대한민국의 배우 도균.
- 10월 17일 - 대한민국의 성우 문남숙.
- 10월 18일 - 대한민국의 전 농구 선수, 현 지도자 박선영.
- 10월 19일
  - 미국의 배우 데즈먼드 해링턴.
  - 일본의 전 축구 선수 사카이 히로시.
- 10월 21일
  - 대한민국의 전 배우 이종수.
  - 일본의 배우 겐.
  - 대한민국의 성우 전진아.
  - 아일랜드의 배우 앤드루 스콧.
- 10월 23일 - 캐나다의 배우 라이언 레이놀즈.
- 10월 26일
  - 대한민국의 성우 김지영.
  - 일본의 바둑 기사 다카오 신지.
- 10월 27일 - 대한민국의 배우 홍경인.
- 10월 28일 - 대한민국의 희극인 오정태.
- 10월 29일 - 미국의 배우, 가수, 감독 밀레나 고비치.
- 10월 30일
  - 대한민국의 배우 염혜란.
  - 대한민국의 전 야구 선수 이용주.
- 10월 31일
  - 일본의 성우 코구레 에마.
  - 스페인의 축구 선수 구티.
  - 일본의 배우, 가수 야마모토 코지.

### 11월
- 11월 1일
  - 미국의 배우 로건 마셜그린.
  - 타이의 배우 앤 통쁘라솜.
- 11월 3일
  - 대한민국의 성우 은정.
  - 대한민국의 기업인, 치과의사 강정호.
- 11월 4일 - 대한민국의 배우 김지남.
- 11월 5일
  - 대한민국의 배우 박정철.
  - 일본의 애니메이션 감독 아라키 테츠로.
  - 일본의 레슬링 선수 이노우에 겐지.
- 11월 6일
  - 대한민국의 기초의원 장윤순. (~2023년)
  - 일본의 성우 이이다 히로시.
- 11월 7일 - 미국의 야구 선수 레스 왈론드.
- 11월 9일
  - 대한민국의 정치인 노종용.
  - 대한민국의 배우 최민우.
  - 대한민국의 배우 이찬.
- 11월 10일
  - 대한민국의 희극인 윤성호.
  - 핀란드의 전 축구 선수 셰프키 쿠치.
  - 대한민국의 희극인 정만호.
  - 대한민국의 가수, 작사가 김윤일.
  - 일본의 작곡가 후지모리 소타.
- 11월 11일 - 대한민국의 예술인 문봉진.
- 11월 12일 - 대한민국의 방송인 이동형.
- 11월 13일 - 일본의 프로레슬링 선수 다나하시 히로시.
- 11월 15일 - 대한민국의 PD 허인범.
- 11월 16일
  - 대한민국의 전 야구 선수, 현 야구 코치 황두성.
  - 일본의 기업인 니시무라 히로유키.
- 11월 17일 - 대한민국의 영화배우 박성범.
- 11월 18일
  - 대한민국의 가수 진이랑.
  - 대한민국의 희극인 박보드레.
- 11월 19일
  - 캐나다의 배우 로빈 던.
  - 대한민국의 야구 선수 권용관.
  - 일본의 싱어송라이터 시바타 준.
  - 믹국의 기업인 잭 도시.
- 11월 20일
  - 조선민주주의인민공화국의 전 축구 선수 지윤남.
  - 미국의 배우 로라 해리스.
- 11월 21일 - 대한민국의 가수 박요한.
- 11월 22일
  - 대한민국의 배우 겸 격투기 선수 육진수.
  - 독일의 축구 선수 토르스텐 프링스.
  - 핀란드의 싱어송라이터 빌레 발로.
- 11월 24일
  - 대한민국의 배우 배건식.
  - 중화인민공화국의 피겨스케이팅 선수 천루.
  - 프랑스의 영화 감독 코랄리 파르자.
- 11월 25일 - 대한민국의 배드민턴 선수 라경민.
- 11월 26일 - 대한민국의 강사 정승제.
- 11월 28일 - 오스트레일리아의 배우 라이언 콴튼.
- 11월 29일
  - 대한민국의 배우 백주희.
  - 미국의 배우 채드윅 보스만. (~2020년)
  - 미국의 배우 애나 패리스.
- 11월 30일
  - 대한민국의 야구 선수 박진만.
  - 대한민국의 배우 이병훈.
  - 대한민국의 가수, 작사가, 작곡가 토마스 쿡.

### 12월
- 12월 1일
  - 뉴질랜드의 배우 딘 오고먼.
  - 미국의 기자 로라 링.
- 12월 2일 - 일본의 리듬 기타리스트 고토 마사후미.
- 12월 3일
  - 대한민국의 기자 김필규.
  - 미국의 야구 선수 게리 글로버.
- 12월 4일 - 벨기에의 전 축구 선수 음보 음펜자.
- 12월 5일
  - 대한민국의 아나운서 이병희.
  - 대한민국의 판타지 소설, 라이트 노벨 작가 강명운.
- 12월 8일
  - 대한민국의 가수 이성우 (노브레인).
  - 영국의 배우 도미닉 모너핸.
- 12월 9일
  - 대한민국의 배우 배수빈.
  - 미국의 정치인 브라이언 벤자민.
- 12월 11일
  - 벨기에의 축구 선수 티미 시몬스.
  - 러시아의 육상 선수 타티야나 코토바.
- 12월 12일
  - 대한민국의 야구 선수 홍성흔.
  - 일본의 배우 세토 아사카.
- 12월 14일 - 대한민국의 아나운서 최혜심.
- 12월 15일
  - 대한민국의 배우 김준원.
  - 대한민국의 가수 유승준.
  - 대한민국의 아이스하키, 해설위원 김형일.
- 12월 17일
  - 대한민국의 축구 선수 김상식.
  - 스위스의 축구 선수 파트리크 뮐러.
- 12월 18일 - 일본의 배우 코유키.
- 12월 19일 - 대한민국의 희극인 김종은.
- 12월 20일
  - 대한민국의 배우 장혁.
  - 대한민국의 가수 겸 기타리스트 이윤정.
- 12월 21일 - 대한민국의 의사 이윤정.
- 12월 23일
  - 대한민국의 전 야구 선수 조성환.
  - 미국의 전 프로레슬링 선수 제이미 노블.
- 12월 24일
  - 대한민국의 가수 유리 (콜).
  - 대한민국의 배우 이주원.
  - 쿠바의 전직 태권도 선수 앙헬 마토스.
- 12월 25일 - 네덜란드의 트랜스 음악 아르민 판 뷔런.
- 12월 26일 - 대한민국의 배우 이재황.
- 12월 28일 - 대한민국의 희극인 장재영.
- 12월 29일
  - 대한민국의 전 축구 선수 박경환.
  - 미국의 배우, 희극인, 연출가 대니 맥브라이드.
- 12월 30일
  - 일본의 전 축구 선수 이토 다쿠야.
  - 대한민국의 작가 최정안.

### 미상
- 대한민국의 시인, 출판인 김민정.
- 대한민국의 여성주의자 권김현영.
- 대한민국의 방송작가 박지은.
- 대한민국의 배우 염철호.
- 대한민국의 영화 감독 이언희.
- 대한민국의 소설가 황정은.
- 대한민국의 소설가 구병모.
- 아일랜드의 가수 돈 마틴.
- 대한민국의 전 대학 교수 김남석.
- 대한민국의 전직 쇼호스트 김수진.
- 중국의 시나리오 작가 장진.
- 대한민국의 기수 조경호.

## 사망

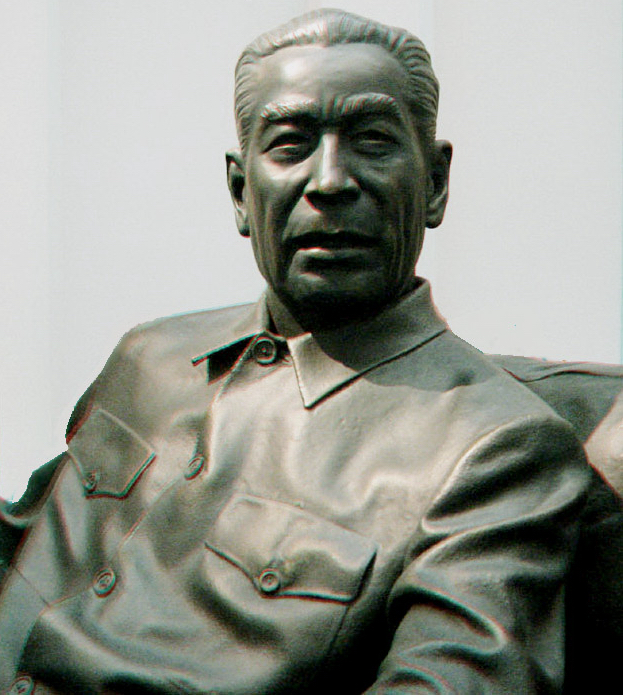
저우언라이

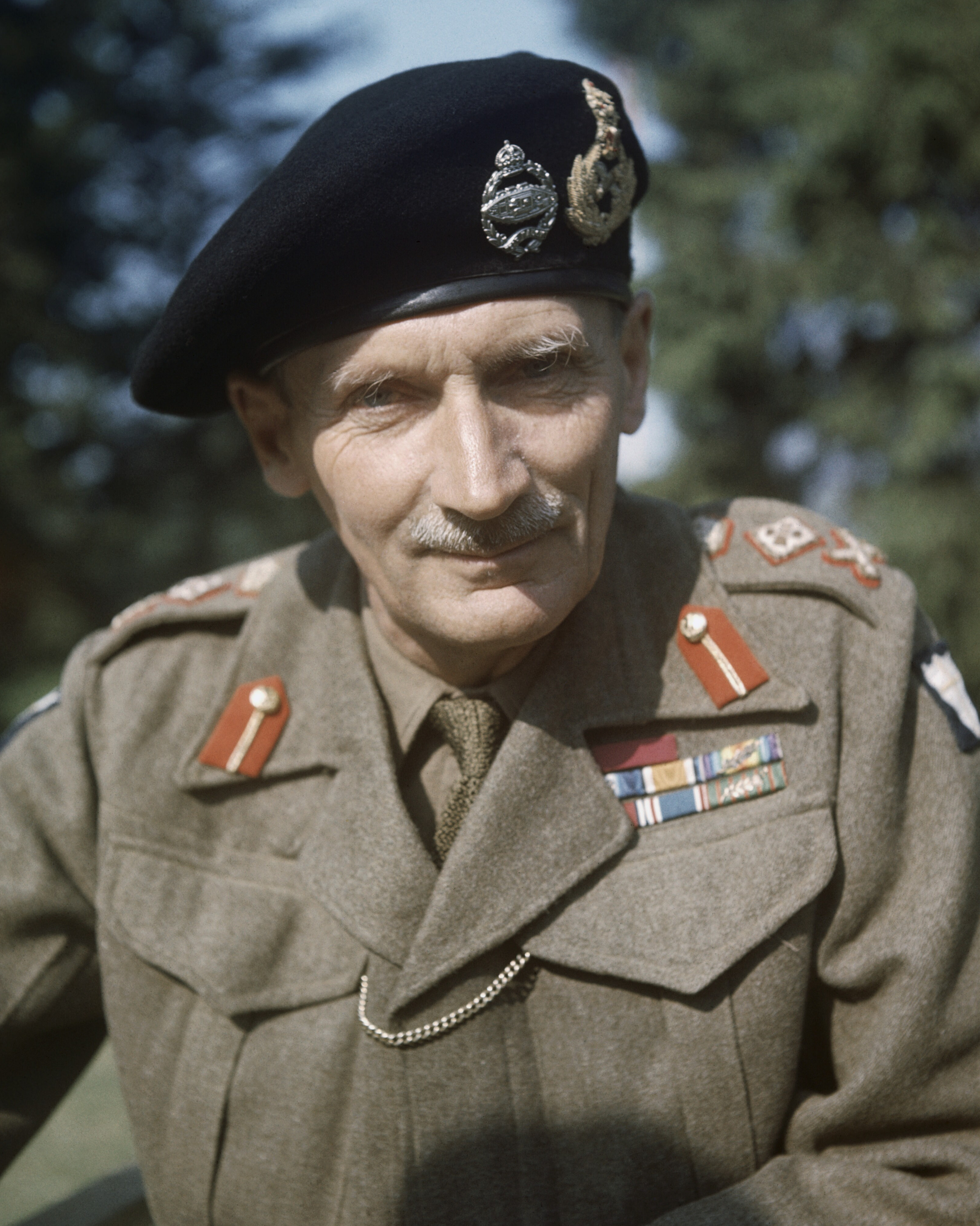
버나드 몽고메리

- 1월 8일 - 중화인민공화국의 제1대 총리 저우언라이. (1898년~)
- 2월 1일 - 독일의 물리학자 베르너 하이젠베르크. (1901년~)
- 2월 10일 - 대한민국의 축구 선수, 축구 감독 정국진. (1917년~)
- 3월 17일 - 이탈리아의 영화 감독 루키노 비스콘티. (1906년~)
- 3월 24일 - 영국의 군인, 제2차세계대전 영국군 총사령관 버나드 몽고메리. (1887년~)
- 4월 1일 - 예비역 영국 해군 상사 출신의 소믈리에 노동업자 앨프리드 레논(록 밴드 비틀즈 출신 대중음악가 존 레논의 아버지). (1912년~)
- 5월 11일 - 핀란드의 건축가, 디자이너 알바르 알토. (1898년~)
- 7월 6일 - 중국의 정치인 주더. (1886년~)
- 8월 22일 - 그리스의 피아노 연주자 지나 바카우어. (1913년~)
- 9월 9일 - 중국의 정치인, 중국공산당 주석 마오쩌둥. (1893년~)
- 9월 21일 - 대한민국의 정치인 임병직. (1893년~)
- 10월 24일 - 러시아 태생의 역사학자 게오르크 오스트로고르스키. (1902년~)
- 11월 20일 - 러시아의 생물학자 트로핌 리센코. (1898년~)
- 11월 22일 - 대한민국의 기업가, 창업자 서갑호. (1915년~)
- 11월 23일 - 프랑스의 소설가 앙드레 말로. (1901년~)
- 11월 28일 - 미국의 배우 로절린드 러셀. (1907년~)
- 12월 4일 - 영국의 작곡가 벤저민 브리튼. (1913년~)

## 노벨상
- 경제학상:밀턴 프리드먼
- 문학상:솔 벨로
- 물리학상:버튼 리히터, 사무엘 차오 충 팅
- 생리학 및 의학상:버룩 새뮤얼 블룸버그, 대니얼 칼턴 가이튜섹
- 평화상:베티 윌리엄스, 메어리드 코리건
- 화학상:윌리엄 립스컴

## 달력
| 1월 |    |    |    |    |    |    |
| 일  | 월 | 화 | 수 | 목 | 금 | 토 |
|     |    |    |    | 1  | 2  | 3  |
| 4   | 5  | 6  | 7  | 8  | 9  | 10 |
| 11  | 12 | 13 | 14 | 15 | 16 | 17 |
| 18  | 19 | 20 | 21 | 22 | 23 | 24 |
| 25  | 26 | 27 | 28 | 29 | 30 | 31 |

| 2월 |    |    |    |    |    |    |
| 일  | 월 | 화 | 수 | 목 | 금 | 토 |
| 1   | 2  | 3  | 4  | 5  | 6  | 7  |
| 8   | 9  | 10 | 11 | 12 | 13 | 14 |
| 15  | 16 | 17 | 18 | 19 | 20 | 21 |
| 22  | 23 | 24 | 25 | 26 | 27 | 28 |
| 29  |    |    |    |    |    |    |

| 3월 |    |    |    |    |    |    |
| 일  | 월 | 화 | 수 | 목 | 금 | 토 |
|     | 1  | 2  | 3  | 4  | 5  | 6  |
| 7   | 8  | 9  | 10 | 11 | 12 | 13 |
| 14  | 15 | 16 | 17 | 18 | 19 | 20 |
| 21  | 22 | 23 | 24 | 25 | 26 | 27 |
| 28  | 29 | 30 | 31 |    |    |    |

| 4월 |    |    |    |    |    |    |
| 일  | 월 | 화 | 수 | 목 | 금 | 토 |
|     |    |    |    | 1  | 2  | 3  |
| 4   | 5  | 6  | 7  | 8  | 9  | 10 |
| 11  | 12 | 13 | 14 | 15 | 16 | 17 |
| 18  | 19 | 20 | 21 | 22 | 23 | 24 |
| 25  | 26 | 27 | 28 | 29 | 30 |    |

| 5월 |    |    |    |    |    |    |
| 일  | 월 | 화 | 수 | 목 | 금 | 토 |
|     |    |    |    |    |    | 1  |
| 2   | 3  | 4  | 5  | 6  | 7  | 8  |
| 9   | 10 | 11 | 12 | 13 | 14 | 15 |
| 16  | 17 | 18 | 19 | 20 | 21 | 22 |
| 23  | 24 | 25 | 26 | 27 | 28 | 29 |
| 30  | 31 |    |    |    |    |    |

| 6월 |    |    |    |    |    |    |
| 일  | 월 | 화 | 수 | 목 | 금 | 토 |
|     |    | 1  | 2  | 3  | 4  | 5  |
| 6   | 7  | 8  | 9  | 10 | 11 | 12 |
| 13  | 14 | 15 | 16 | 17 | 18 | 19 |
| 20  | 21 | 22 | 23 | 24 | 25 | 26 |
| 27  | 28 | 29 | 30 |    |    |    |

| 7월 |    |    |    |    |    |    |
| 일  | 월 | 화 | 수 | 목 | 금 | 토 |
|     |    |    |    | 1  | 2  | 3  |
| 4   | 5  | 6  | 7  | 8  | 9  | 10 |
| 11  | 12 | 13 | 14 | 15 | 16 | 17 |
| 18  | 19 | 20 | 21 | 22 | 23 | 24 |
| 25  | 26 | 27 | 28 | 29 | 30 | 31 |

| 8월 |    |    |    |    |    |    |
| 일  | 월 | 화 | 수 | 목 | 금 | 토 |
| 1   | 2  | 3  | 4  | 5  | 6  | 7  |
| 8   | 9  | 10 | 11 | 12 | 13 | 14 |
| 15  | 16 | 17 | 18 | 19 | 20 | 21 |
| 22  | 23 | 24 | 25 | 26 | 27 | 28 |
| 29  | 30 | 31 |    |    |    |    |

| 9월 |    |    |    |    |    |    |
| 일  | 월 | 화 | 수 | 목 | 금 | 토 |
|     |    |    | 1  | 2  | 3  | 4  |
| 5   | 6  | 7  | 8  | 9  | 10 | 11 |
| 12  | 13 | 14 | 15 | 16 | 17 | 18 |
| 19  | 20 | 21 | 22 | 23 | 24 | 25 |
| 26  | 27 | 28 | 29 | 30 |    |    |

| 10월 |    |    |    |    |    |    |
| 일   | 월 | 화 | 수 | 목 | 금 | 토 |
|      |    |    |    |    | 1  | 2  |
| 3    | 4  | 5  | 6  | 7  | 8  | 9  |
| 10   | 11 | 12 | 13 | 14 | 15 | 16 |
| 17   | 18 | 19 | 20 | 21 | 22 | 23 |
| 24   | 25 | 26 | 27 | 28 | 29 | 30 |
| 31   |    |    |    |    |    |    |

| 11월 |    |    |    |    |    |    |
| 일   | 월 | 화 | 수 | 목 | 금 | 토 |
|      | 1  | 2  | 3  | 4  | 5  | 6  |
| 7    | 8  | 9  | 10 | 11 | 12 | 13 |
| 14   | 15 | 16 | 17 | 18 | 19 | 20 |
| 21   | 22 | 23 | 24 | 25 | 26 | 27 |
| 28   | 29 | 30 |    |    |    |    |

| 12월 |    |    |    |    |    |    |
| 일   | 월 | 화 | 수 | 목 | 금 | 토 |
|      |    |    | 1  | 2  | 3  | 4  |
| 5    | 6  | 7  | 8  | 9  | 10 | 11 |
| 12   | 13 | 14 | 15 | 16 | 17 | 18 |
| 19   | 20 | 21 | 22 | 23 | 24 | 25 |
| 26   | 27 | 28 | 29 | 30 | 31 |    |

### 음양력 대조 일람
| 음력월 | 월건 | 대소 | 음력 1일의 양력 월일 | 음력 1일 간지 |
| ------ | ---- | ---- | -------------------- | ------------- |
| 1월    | 경인 | 대   | 1월 31일             | 임오          |
| 2월    | 신묘 | 대   | 3월 1일              | 임자          |
| 3월    | 임진 | 소   | 3월 31일             | 임오          |
| 4월    | 계사 | 대   | 4월 29일             | 신해          |
| 5월    | 갑오 | 소   | 5월 29일             | 신사          |
| 6월    | 을미 | 대   | 6월 27일             | 경술          |
| 7월    | 병신 | 소   | 7월 27일             | 경진          |
| 8월    | 정유 | 대   | 8월 25일             | 기유          |
| 윤8월  |      | 소   | 9월 24일             | 기묘          |
| 9월    | 무술 | 대   | 10월 23일            | 무신          |
| 10월   | 기해 | 소   | 11월 22일            | 무인          |
| 11월   | 경자 | 소   | 12월 21일            | 정미          |
| 12월   | 신축 | 대   | 1977년 1월 19일      | 병자          |